# 루이자 모리츠
루이자 모리츠(Luisa Cira Castro Netto, 1946년 9월 25일 ~ 2019년 1월 30일)는 미국의 배우, 텔레비전 배우, 변호사, 영화배우이다.
아바나에서 태어났으며 로스앤젤레스에서 사망하였다. 사인은 질병이다.

## 영화
- 터미널 포스 (1995년)
- 핫 칠리 (1985년)
- 체인 히트 (1983년)
- 라스트 버진 (1982년)
- 무지개 아래 (1981년)
- 고백 (1981년)
- 악의 초대 (1981년)
- 쿠바 (1979년)
- 돌격 부대 (1979년)
- 목사님 만세 (1979년)
- 해피 후커 2 - 워싱턴 가다 (1977년)
- 캐논볼 (1976년)
- 포어 플레이 (1975년)
- 죽음의 경주 (1975년)
- 뻐꾸기 둥지 위로 날아간 새 (1975년)